# Пироговичи
Пироговичи (укр. Пироговичі) — село, входит в Вышгородский район Киевской области Украины.
Население по переписи 2001 года составляло 214 человек. Почтовый индекс — 07202. Телефонный код — 4591. Занимает площадь 1 км². Код КОАТУУ — 3222083902.

## Местная власть
07200, Київська обл., Вишгородський р-н, смт Іванків